# Mitt öga, spar nu dina tårar
Mitt öga, spar nu dina tårar är en tysk psalm, diktad av Benjamin Schmolck med titelraden Stell ein, betrübtes Herz, dein Weinen och först tryckt i Heilige Flammen der himmlichgesinten Seele 1704. 
Psalmen översattes till svenska av Olof Kolmodin trettio år senare, 1734, för att ingå i hans psalmbok Andelig Dufworöst. Den genomgick sedan lättare bearbetning, 1793 och 1814 inför övergången till 1819 års psalmbok i Svenska kyrkan och förkortades till 6 verser. Inför arbetet med 1937 års psalmbok kom den från och med andra versen med i psalmen "Gud ej sitt tryckta barn förgäter" (nr 371/1937).
Melodin är densamma som till psalmen Ju större kors, ju bättre kristen och förmodas ha ett svenskt ursprung.

## Publicerad i
- Andelig Dufworöst som nr 25 med titelrad Hålt up, du sorgsna själ at gråta under rubriken "Tröste-Röst"
- 1819 års psalmbok som nr 241 under rubriken "Tålamod och tröst av Guds godhet under korset och bedrövelsen".
- Sionstoner 1889 som nr 506 med verserna 4-6 ur nr 241/1819, vilket gör att titelraden är "Gud sina barn med vishet leder".
- Sionstoner 1935 som nr 455 med titelraden "Gud sina barn med vishet leder" under rubriken "Nådens ordning: Trosliv och helgelse".
- 1937 års psalmbok som nr 371 med verserna 2-6 ur nr 241/1819, med titelraden "Gud ej sitt tryckta barn förgäter", under rubriken "Trons prövning under frestelser och lidanden".